# 대한민국 민법 제215조
대한민국 민법 제215조는 건물의 구분소유에 대한 민법 물권법 소유권상 조문이다. 아파트의 복도와 같은 집합건물의 공용부분은 구분소유자의 공유로 추정한다고 정하는데 이는 건물 구분소유권의 기초가 되는 대지권의 유지, 존속을 목적으로 한다. 구체적인 내용은 특별법인 집합건물의 소유 및 관리에 관한 법률(집합건물법)이 본 조를 보완하여 우선적용한다.

## 조문
제215조(건물의 구분소유) ① 수인이 한 채의 건물을 구분하여 각각 그 일부분을 소유한 때에는 건물과 그 부속물중 공용하는 부분은 그의 공유로 추정한다.
②공용부분의 보존에 관한 비용 기타의 부담은 각자의 소유부분의 가액에 비례하여 분담한다.

第215條(建物의 區分所有) ① 數人이 한 채의 建物을 區分하여 各各 그 一部分을 所有한 때에는 建物과 그 附屬物中 共用하는 部分은 그의 共有로 推定한다.
②共用部分의 保存에 關한 費用 其他의 負擔은 各者의 所有部分의 價額에 比例하여 分擔한다.

## 비교 조문
집합건물법 제1조 (건물의 구분소유) 1동의 건물중 구조상 구분된 수개의 부분이 독립한 건물로서 사용될 수 있을 때에는 그 각 부분은 이 법이 정하는 바에 따라 각각 소유권의 목적으로 할 수 있다.

집합건물법 제3조 (공용부분) (1) 수개의 전유부분으로 통하는 복도, 계단 기타 구조상 구분소유자의 전원 또는 그 일부의 공용에 제공되는 건물부분은 구분소유권의 목적으로 할 수 없다.

## 판례
- 민법 제268조, 제215조는 건물과 그 부속물 중 공유하는 부분의 분할을, 집합건물의 소유 및 관리에 관한 법률 제8조는 집합건물의 부지 부분의 분할을 금지하는 것인데, 이는 건물 구분소유권의 기초가 되는 대지권의 유지, 존속을 위한 것이다.[2]

## 같이 보기
- 구분소유
- 집합건물의 소유 및 관리에 관한 법률